# São José do Seridó
São José do Seridó é um município brasileiro do estado do Rio Grande do Norte, localizado na região do Seridó. Sua população estimada em 2024 pelo Instituto Brasileiro de Geografia e Estatística (IBGE) é de 4.716 habitantes. Sua área territorial é de 174,505 km². Sua instalação deu-se no ano de 1962.

## História
Inicialmente o povoamento se iniciou em torno de um poço d'água situado à margem direita do Rio São José, chamado "poço da Bonita". Os pioneiros a chegarem a este local foram Justino Dantas, Antônio Alves da Costa, Miguel Berto do Melado, Pretinho do Trapiá, Francisco Pedro Dantas e suas respectivas famílias. Com o desenvolvimento da pecuária e da cotonicultura, é instalado em 4 de novembro de 1917, o povoado então batizado de "São José da Bonita". Em 1938, o então povoado é elevado a condição de distrito pertencente ao município de Jardim do Seridó. Vinte e quatro anos depois, por força da Lei n° 2.793, de 11 de maio de 1962, desmembrou-se de Jardim do Seridó e  tornou-se município com o nome de "São José do Seridó". A instalação do novo município aconteceu no dia 7 de abril de 1963.

## Geografia

### Relevo
Seu território apresenta baixas altitudes, variando entre 100 e 200m, pois está localizada no acidente geográfico conhecido como Depressão Sertaneja, terrenos baixos situados entre as partes altas do Planalto da Borborema e da Chapada do Apodi.

### Flora
Sua formação vegetal se enquadra na Caatinga Subdesértica do Seridó, vegetação mais seca do Estado, com arbustos e árvores baixas, ralos e de xerofitismo mais acentuado. Nesses tipos de vegetação as espécies mais encontradas são pereiro, faveleira, facheiro, macambira, mandacaru, xique-xique e jurema preta.
Como outros municípios da região do Seridó, São José do Seridó está inserido em área susceptível à desertificação em categoria "Muito Grave".

### Clima
O município apresenta clima semiárido, com chuvas atrasando para o outono entre os meses de fevereiro e abril. Desde novembro de 2020, quando entrou em operação uma estação meteorológica automática da Empresa de Pesquisa Agropecuária do Rio Grande do Norte (EMPARN) na cidade, a menor temperatura ocorreu em 25 de julho de 2022 (17,9 °C) e a maior em 31 de outubro de 2023 (39 °C).
| Dados climatológicos para São José do Seridó                                                    | Dados climatológicos para São José do Seridó | Dados climatológicos para São José do Seridó | Dados climatológicos para São José do Seridó | Dados climatológicos para São José do Seridó | Dados climatológicos para São José do Seridó | Dados climatológicos para São José do Seridó | Dados climatológicos para São José do Seridó | Dados climatológicos para São José do Seridó | Dados climatológicos para São José do Seridó | Dados climatológicos para São José do Seridó | Dados climatológicos para São José do Seridó | Dados climatológicos para São José do Seridó | Dados climatológicos para São José do Seridó |
| Mês                                                                                             | Jan                                          | Fev                                          | Mar                                          | Abr                                          | Mai                                          | Jun                                          | Jul                                          | Ago                                          | Set                                          | Out                                          | Nov                                          | Dez                                          | Ano                                          |
| ----------------------------------------------------------------------------------------------- | -------------------------------------------- | -------------------------------------------- | -------------------------------------------- | -------------------------------------------- | -------------------------------------------- | -------------------------------------------- | -------------------------------------------- | -------------------------------------------- | -------------------------------------------- | -------------------------------------------- | -------------------------------------------- | -------------------------------------------- | -------------------------------------------- |
| Temperatura máxima recorde (°C)                                                                 | 38,1                                         | 38,2                                         | 37,7                                         | 35,3                                         | 35,3                                         | 36,2                                         | 36,7                                         | 36,9                                         | 38,2                                         | 39                                           | 38,2                                         | 37,5                                         | 39                                           |
| Temperatura mínima recorde (°C)                                                                 | 20,7                                         | 21                                           | 21                                           | 20,1                                         | 19,8                                         | 19,1                                         | 17,9                                         | 18                                           | 19,5                                         | 20,2                                         | 21,9                                         | 20,5                                         | 17,9                                         |
| Precipitação (mm)                                                                               | 70,8                                         | 97                                           | 142,6                                        | 142,9                                        | 75,9                                         | 38,4                                         | 17,8                                         | 2                                            | 1                                            | 6,7                                          | 2,9                                          | 31                                           | 629                                          |
| Fonte: EMPARN (médias de precipitação: 2003-2020; recordes de temperatura: 26/11/2020-presente) |                                              |                                              |                                              |                                              |                                              |                                              |                                              |                                              |                                              |                                              |                                              |                                              |                                              |

## Economia
A sua economia está baseada na cultura de subsistência sendo cultivados no município frutas como mamão, melancia, côco, banana e legumes e cereais como feijão, batata-doce, milho e arroz. Na zona rural, quase todos possuem bovinos e caprinos para a produção de leite e corte. Dessa produção, parte é destinada para os laticínios onde são transformados em queijos e iogurtes.
Na última década houve um incremento substancial na produção industrial com a instalação de diversas fábricas do ramo têxtil,sendo esta cidade, um grande pólo boneleiro, o que fez praticamente desaparecer o desemprego no município.
O município conta com um relativamente bem desenvolvido comércio, representado por vários supermercados e lojas onde pode-se encontrar os mais variados artigos. A proximidade com a cidade de Caicó facilita o fornecimento dos artigos não encontrados no município, e é para este município também para onde se deslocam diariamente a maioria dos estudantes que cursam o ensino universitário.

## Educação
A cidade conta com 5 unidades escolares, tendo ao todo em 2010 o total de 1183 alunos matriculados. O Ensino Médio é oferecido pela Escola Estadual Professor Raimundo Costa.
São José do Seridó apresentou o quarto melhor IDEB do Rio Grande do Norte, no ano de 2010.

## Saúde
São contabilizados 25 leitos hospitalares disponíveis na Maternidade Santa Costa, o município ainda possui um Centro de Saúde/Unidade Básica Maria Fausta de Medeiros Dantas e uma unidade básica na Caatinga Grande (zona rural). Ainda conta com um Polo Academia da Saúde e serviço de Vigilância Sanitária.